# Pankratiuskirche (Böckingen)

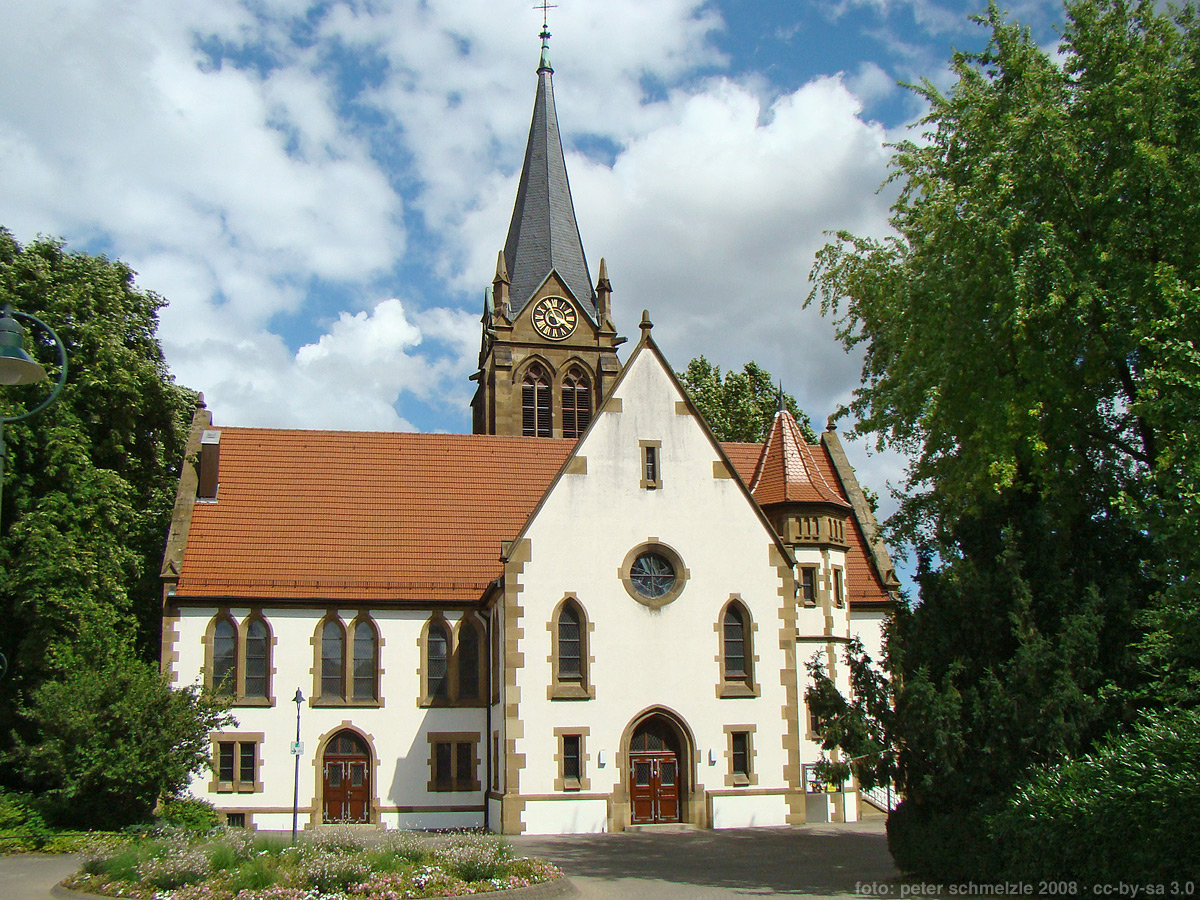
Die Pankratiuskirche von Westen gesehen

Die Pankratiuskirche im Heilbronner Stadtteil Böckingen ist eine evangelische Pfarrkirche, deren älteste Teile bis ins 13. Jahrhundert zurückdatieren. Die Kirche wurde 1610 um einen Treppenturm ergänzt und erhielt ihre heutige Gestalt durch eine umfassende Erweiterung unter Heinrich Dolmetsch um 1900. Auf der nördlichen Seite der Pankratiuskirche schließt sich der Alte Böckinger Friedhof an, der nicht zuletzt wegen des Betriebslärms des Heilbronner Rangierbahnhofs im Jahr 1905 durch einen neuen Friedhof an der Heidelberger Straße ersetzt wurde.

## Geschichte

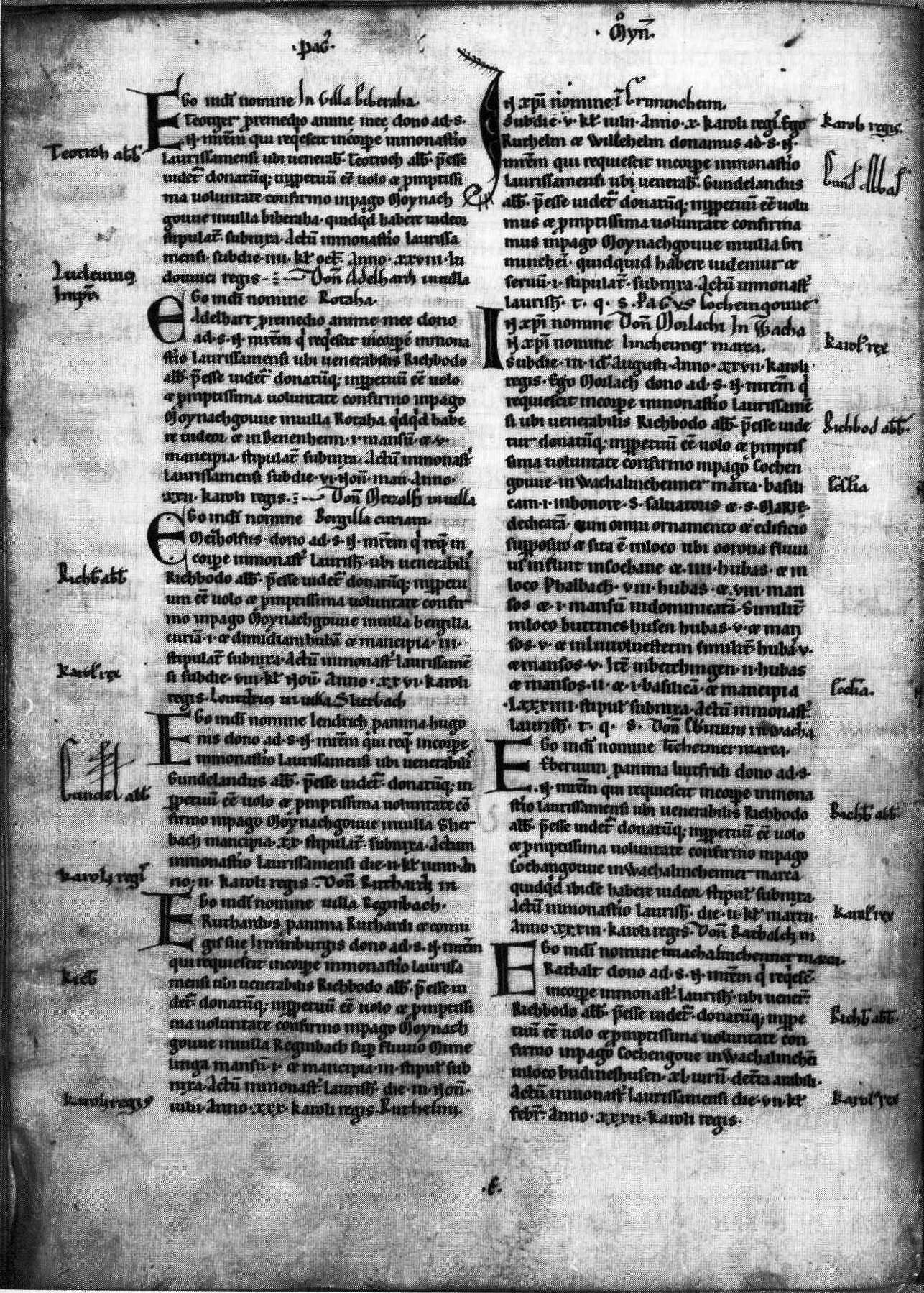
Am 11. August 795 verschenkte Morlach (Gaugraf des Kochergaus) eine Basilika in Böckingen

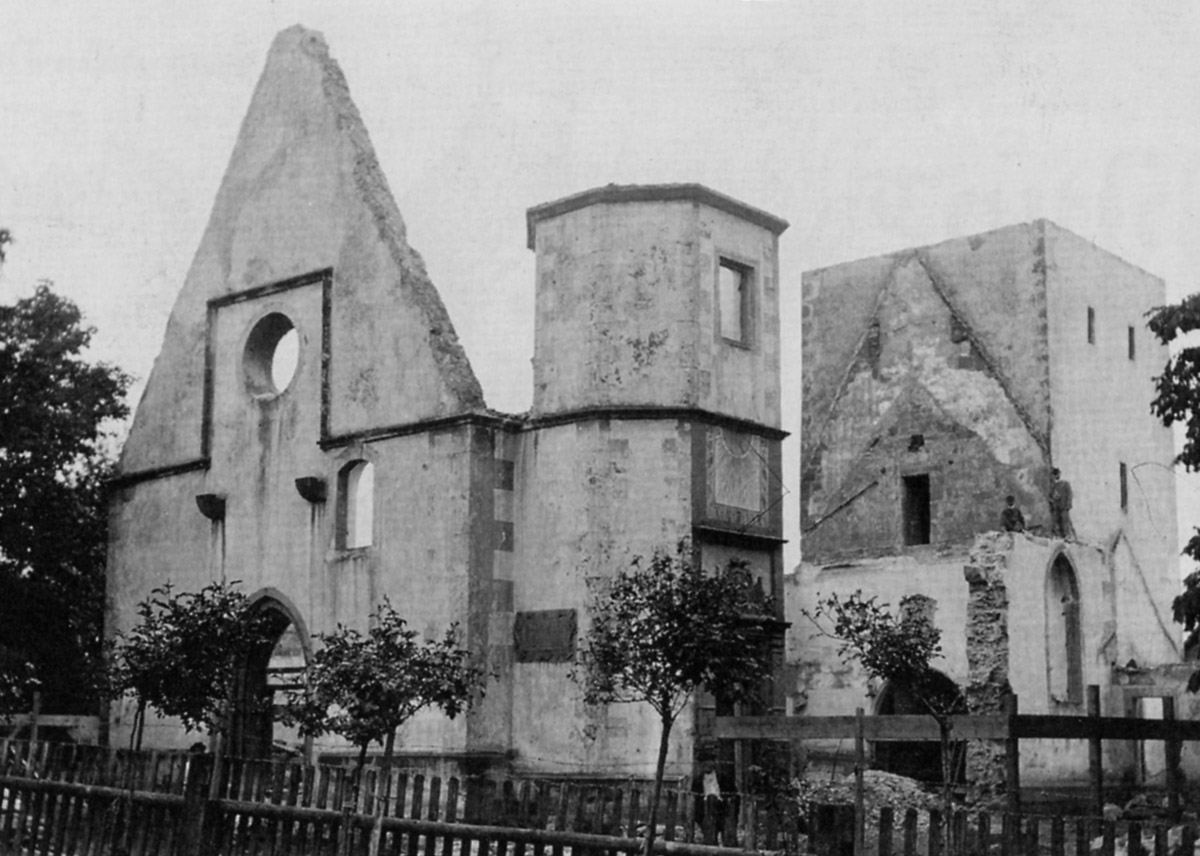
Die Pankratiuskirche während des Umbaus im Jahr 1900 mit Wehrturm aus dem Mittelalter sowie Treppenturm aus dem 17. Jahrhundert

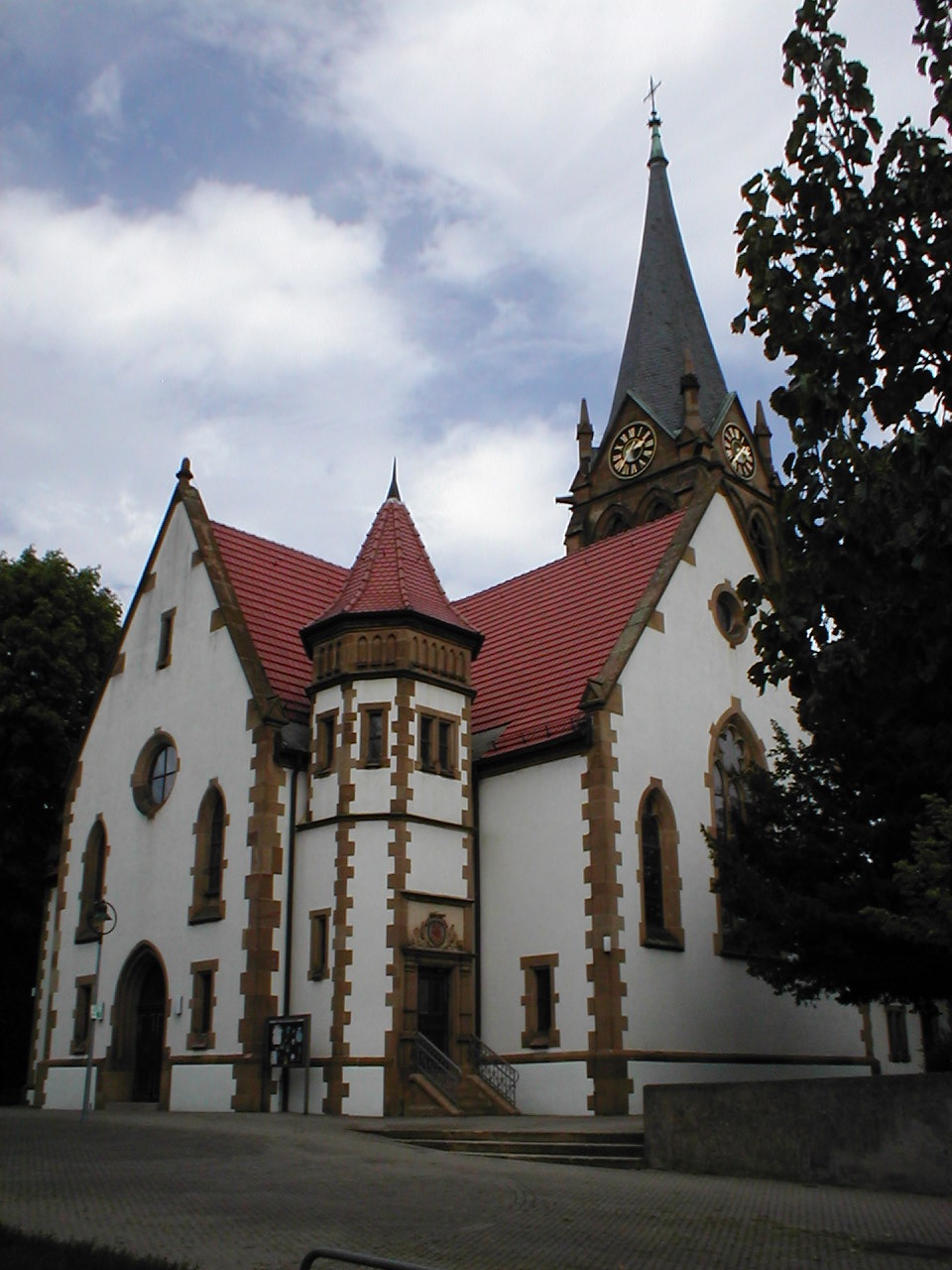
Treppenturm als Teil des heutigen Ensembles

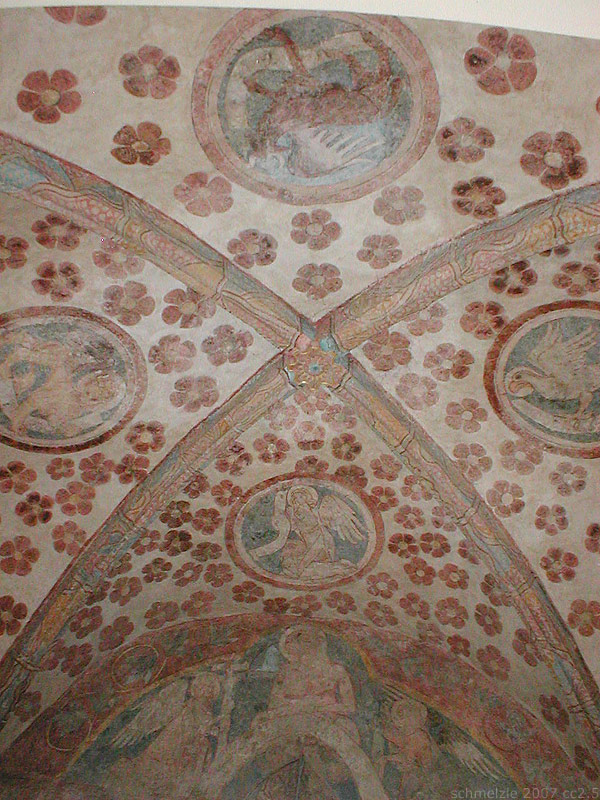
Wand- und Deckenmalereien aus dem 13. Jahrhundert im Turm

### Basilika des 8. Jahrhunderts
Am 11. August 795 wird in den Urkundenbüchern in einer Schenkung des Kochergau-Grafen Morlach an das Kloster Lorsch eine Basilika für „Betchingen“ (Böckingen) zum ersten Mal erwähnt, die sich vermutlich am selben Platz wie die heutige Pankratiuskirche befand.
Die Kirche liegt auf einer Anhöhe nördlich oberhalb des historischen Siedlungskerns von Böckingen. Nach Osten hin, zum Bett des Neckars, dessen Hauptarm bis 1333 an Böckingen vorbeifloss, war das Gelände einst steil abfallend. Die vor allem seit dem Eisenbahnbau im 19. Jahrhundert gravierenden Veränderungen in der Siedlungsstruktur und in der Landschaft lassen die einst exponierte Lage der Kirche „auf einem Fels über dem Neckar“ nur noch erahnen.

### Gotische Chorturmkirche von 1291
In einer Stiftungsurkunde von 1291 wird die Kirche als „sancte Pancratien“ erwähnt. Die Pankratius geweihte Kirche wurde vermutlich im 13. Jahrhundert als gotische Chorturmkirche auf den Fundamenten der 795 erwähnten Basilika (oder eines zwischenzeitlich bestehenden Nachfolgebauwerks) erbaut. Die Kirche war mit Chor und Turm nach Osten ausgerichtet. Der Turm war als kurzer massiver Wehrturm ausgeführt mit schmalen, schießschartenförmigen Fensterchen. Ein Zyklus von Seccomalereien im Turm rührt noch aus dem 13. Jahrhundert her, war jedoch längere Zeit übermalt und wurde erst bei der Renovierung um 1900 wieder freigelegt: die Gewölbefelder zeigen die vier Evangelistensymbole, an den Innenwänden sind außerdem die Verkündigungsszene, ein Schmerzensmann, die Geburt Christi und die Heiligen Drei Könige dargestellt.

### Renaissance
Das Kruzifix in der Pankratiuskirche, das früher im Chorbogen hing, stammt aus dem Jahr 1525. Es wurde 1750 überarbeitet und 1960 auf dem Altartisch angebracht. Es ist aus Lindenholz und fast in Lebensgröße erstellt worden.
Auch nach der Reformation wurde der Name „Pankratiuskirche“ beibehalten. 1610 erfolgte ein Umbau der Kirche. An der Westwand des Langhauses wurde damals eine Empore eingezogen. Der Heilbronner Bürgermeister David Kollenberger, gleichzeitig Vogt zu Böckingen, hat den achteckigen Treppenturm im Stil der Renaissance anbauen lassen, der zur Empore geführt hat. Das Portal des Treppenturms zeigt das Wappen des David Kollenberger (Hape flankiert von Trauben), darunter ist zu lesen:
1610 D. K.
David Kollenberger derzeit Vogt allhier
Der Taufstein im alten Chor der Kirche rührt ebenfalls noch vom Umbau 1610 her.

### Barock
Aus der Zeit des Barock im 18. Jahrhundert stammt das schmuckvolle Epitaph der Christina von Berlichingen von 1770 im Turm. Im Pfarrhaus, das von Johann Christoph Keller ebenfalls im 18. Jahrhundert erstellt wurde, wird ein historischer Messkelch aufbewahrt.

### Neogotische Erweiterung 1900
Nach der Industrialisierung wuchs die Bevölkerung von Böckingen stark an, so dass Dekan Lechler bereits 1881 eine Vergrößerung der baulich noch gut erhaltenen Kirche anregte. Der württembergische Baurat Heinrich Dolmetsch plante ab 1899 die Erweiterung im Stil der Neogotik. Dolmetsch schuf ein neues Langhaus in nord-südlicher Richtung, wobei der Chor und die Westfront der alten Kirche erhalten blieben. Die Kirche erhielt dadurch einen kreuzförmigen Grundriss mit der inneren Ausrichtung einer Querkirche auf die zentrale neogotische Holzkanzel sowie eine trapezförmige, reich verzierte Holzdecke im damals aktuellen Schweizerhausstil, der die bemalten Deckenkonstruktionen alpenländischer Häuser nachahmt. Durch mehrere großzügige hölzerne Emporen wurden außerdem weitere Sitzplätze geschaffen, so dass die Kirche zeitweise über 900 Sitzplätze aufwies. Der massive Wehrturm des 13. Jahrhunderts wurde im neogotischen Stil aufgestockt und mit Glockenstuben versehen. Neben zahlreichen weiteren Einbauten wurde 1901 auch ein neuer Taufstein im Chor aufgestellt und das dortige Maßwerkfenster vom Rottweiler Glasmaler Ludwig Wilhelm mit Farbverglasung versehen. Entgegen der neogotischen Formensprache des Baukörpers wiesen zahlreiche Elemente der Ausstattung von 1900 bereits Merkmale des Jugendstils auf.
Bei den Umbauarbeiten wurde eine Grabplatte einer 1288 gestorbenen Frau aus dem Geschlecht derer von Böckingen gefunden, die zu den ältesten im Stadtgebiet erhaltenen Grabplatten zählt und die sich heute im städtischen Lapidarium im Alten Milchhof befindet.

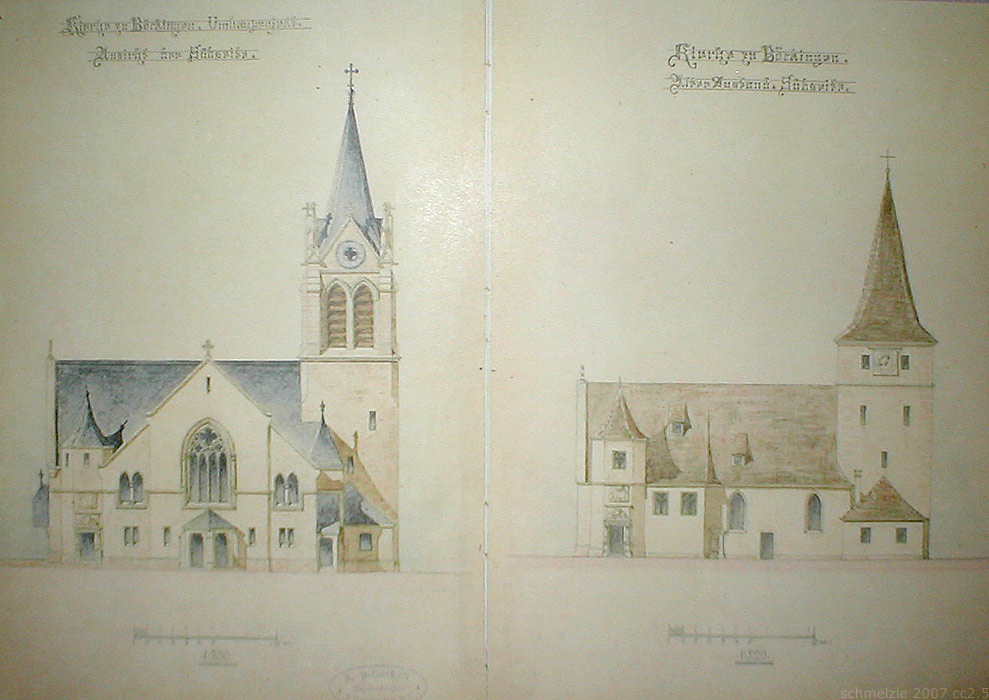
Pankratiuskirche von Süden im Bauplan von 1900 mit Darstellung des Zustands der Kirche seit 1610 (rechts)
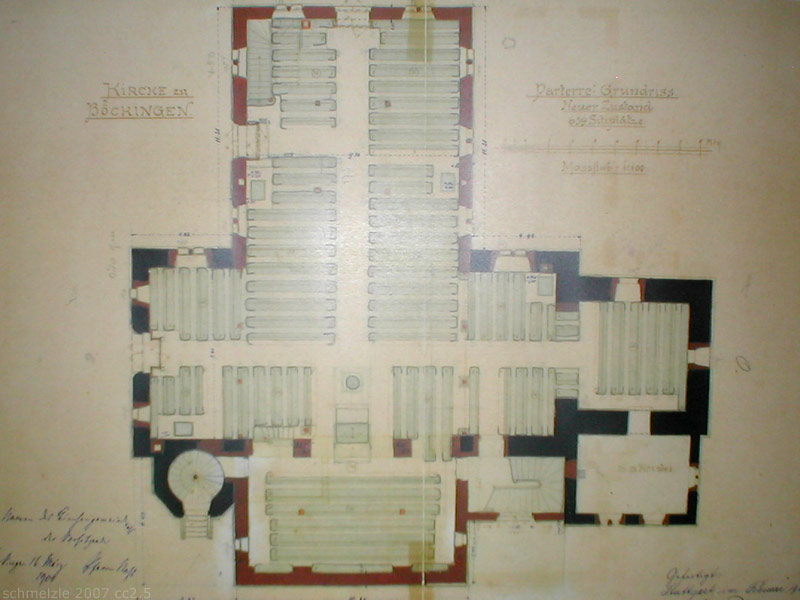
Grundrisszeichnung von 1900. Schwarz die historischen Bauteile, rot die durch den Umbau ergänzten

### Renovierung 1960
Nach der Beseitigung der Schäden des Zweiten Weltkriegs war 1960 eine Sanierung der Kirche notwendig geworden. Das im Krieg zerstörte dreiteilige Chorfenster wurde durch ein von Adolf Saile gestaltetes Fenster ersetzt (Jesu Leben, Passion und Auferstehung), der bereits 1948 bis 1949 die Glasfenster im Seitenschiff ausgeführt hatte. Die reiche neogotische und jugendstilartige Ausstattung der Kirche, die den Krieg überdauert hatte, entsprach nicht mehr dem Geschmack der Zeit und wurde aufgrund der tannenzapfenartigen Ornamente als „Jägerstube“ verspottet. Die Verzierungen der Empore wurden daher entfernt und die 1900 geschaffene Holzdecke wurde mit einer schlichteren Holzdeckenkonstruktion verdeckt. Der Taufstein von 1901, der ebenfalls nicht mehr dem Zeitgeschmack entsprach, wurde durch einen dritten Taufstein ergänzt.
1979 erhielt die Kirche eine neue zweimanualige Orgel mit 24 Registern.

### Renovierung 1991
Bei einer Renovierung im Jahr 1991 besann man sich zurück auf die 1900 von Heinrich Dolmetsch geschaffenen Stilmerkmale und restaurierte diese weitgehend. Das Kruzifix wurde wieder über dem Altarraum aufgehängt, der Taufstein von 1901 wieder zum Einsatz gebracht. Bei der Renovierung wurde die Zahl der Sitzplätze auf ca. 550 reduziert. Außerdem erhielt der Chorraum das „Morgenfenster“ des Künstlers Raphael Seitz und der Westgiebel das ebenfalls von Seitz gestaltete „Abendfenster“.
Der ZDF-Weihnachtsgottesdienst des Jahres 2013 wurde in der Pankratiuskirche aufgezeichnet und bei seiner Ausstrahlung am Weihnachtsabend von etwa einer Million Zuschauern gesehen.

## Bilder

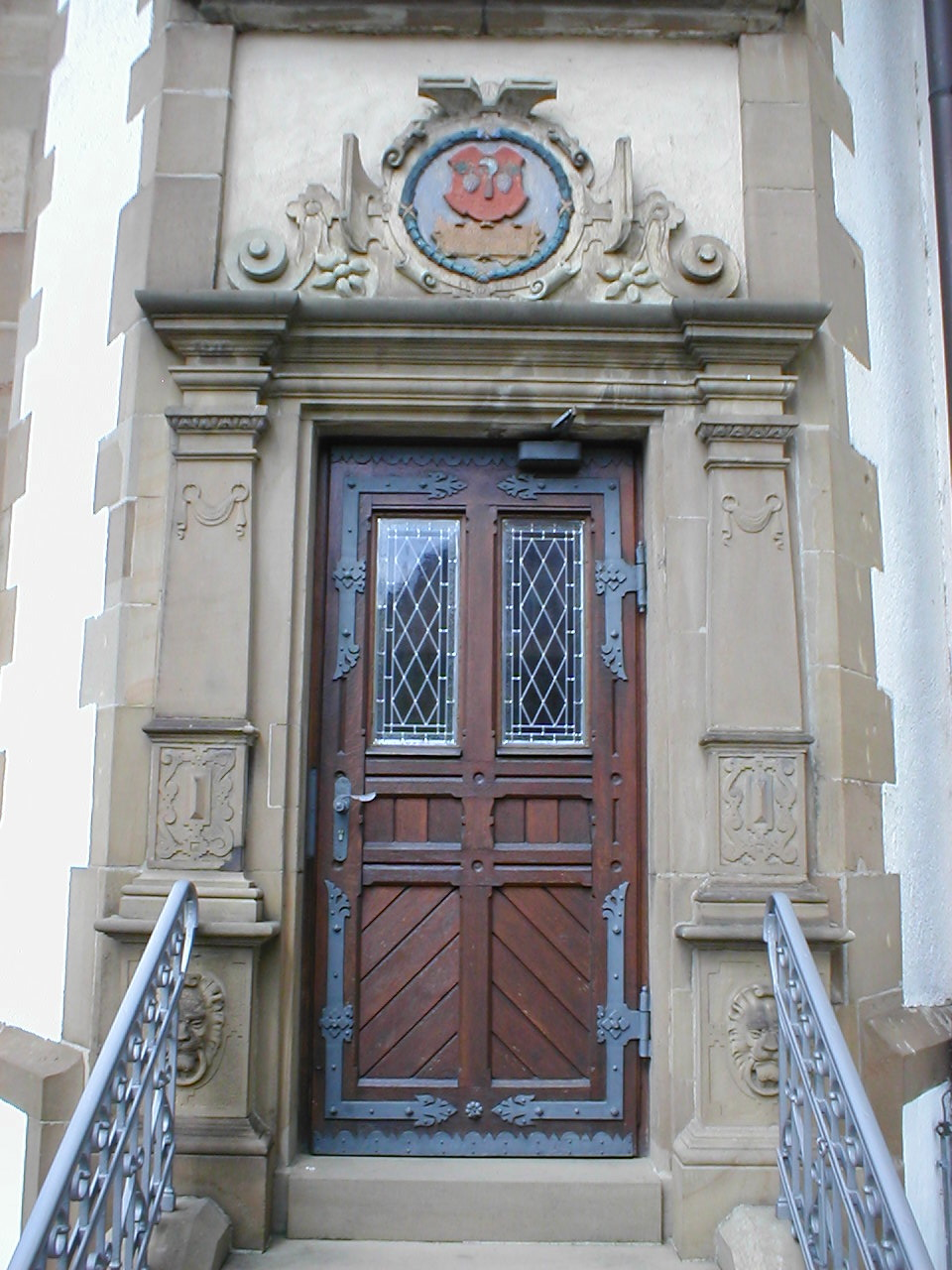
Seitenportal von St. Pankratius mit Wappen von David Kollenberger
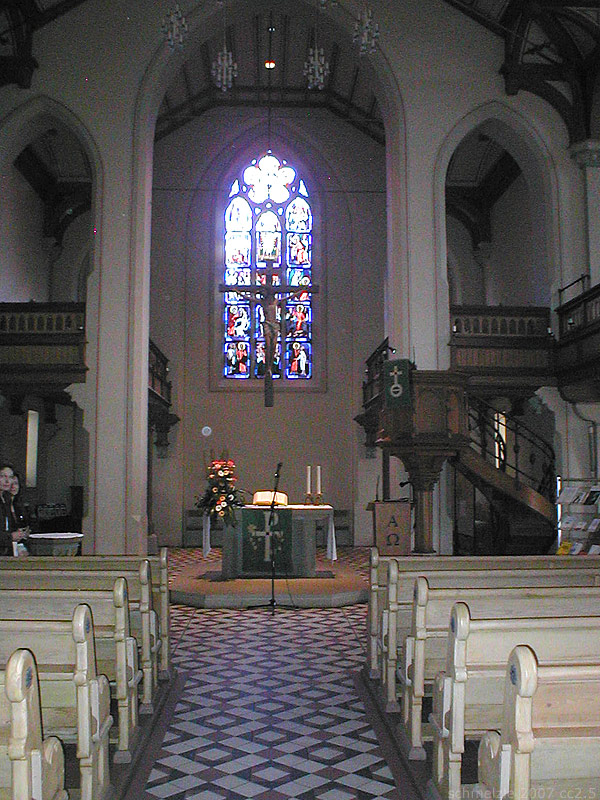
Blick in den Chor
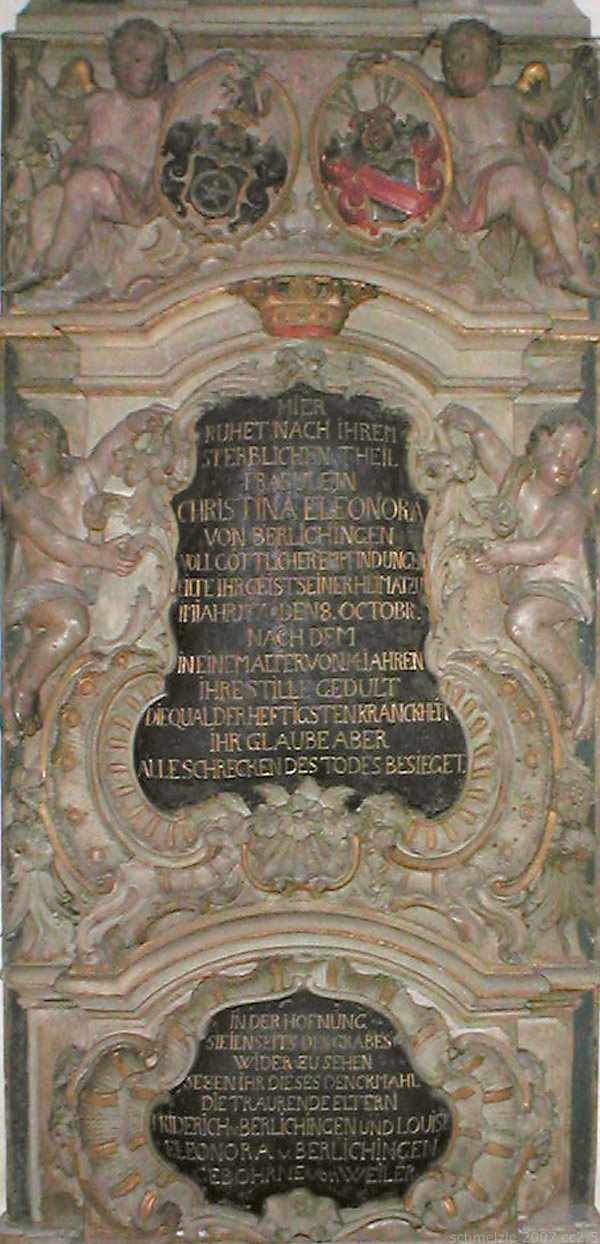
Berlichingen-Epitaph im Turm
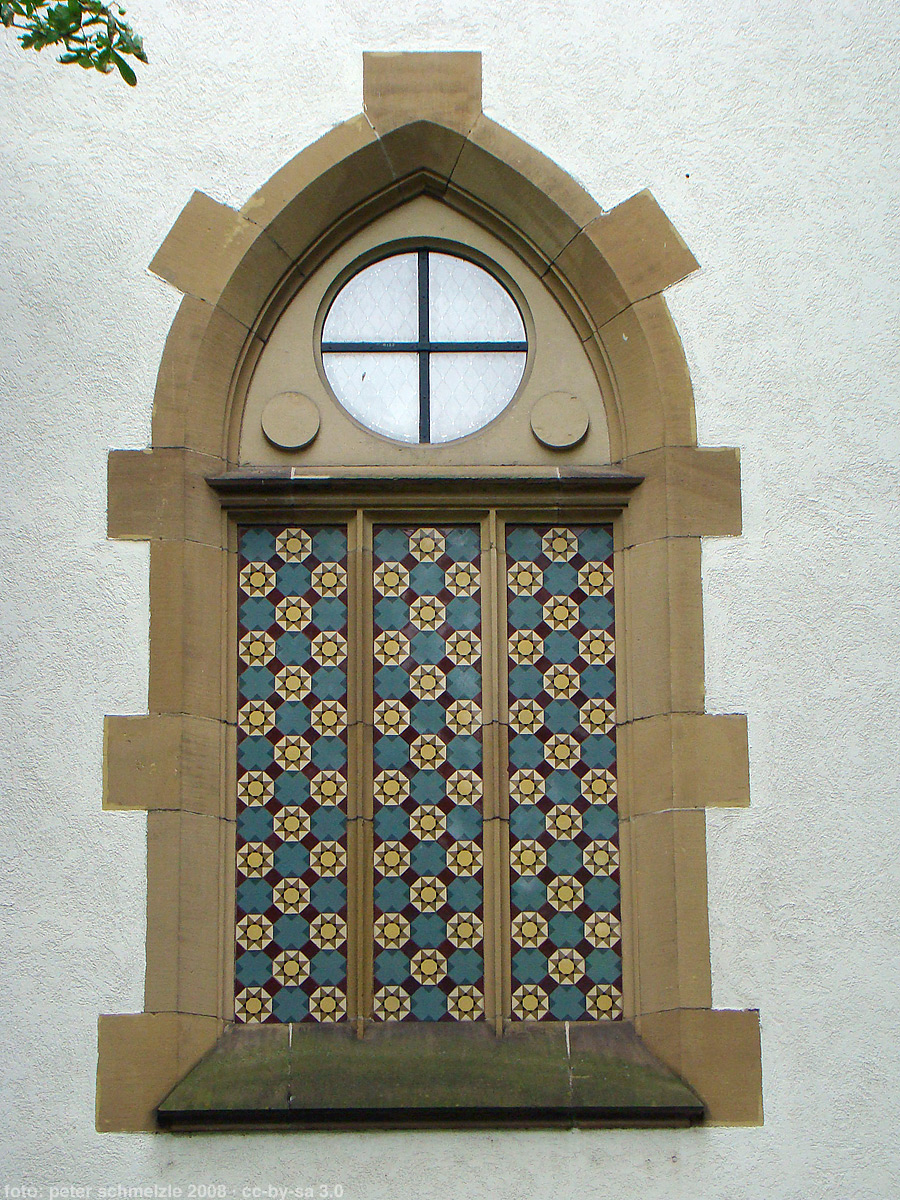
Fenster am Nordgiebel
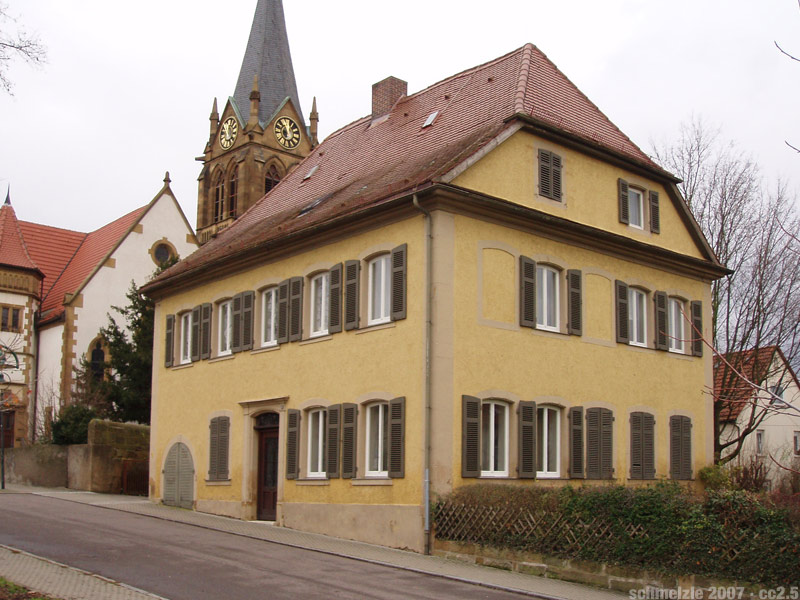
Pfarrhaus der Pankratiuskirche